# Wielowieś (województwo warmińsko-mazurskie)
Wielowieś (niem. Dittersdorf) – wieś w Polsce położona w województwie warmińsko-mazurskim, w powiecie iławskim, w gminie Zalewo.
W latach 1975–1998 miejscowość należała administracyjnie do województwa olsztyńskiego.
Wieś wzmiankowana w dokumentach z roku 1317, jako wieś czynszowa na 40 włókach. Pierwotna nazwa wsi – Dytherichesdorf. W roku 1782 we wsi odnotowano 27 domów (dymów), natomiast w 1858 w 56 gospodarstwach domowych było 414 mieszkańców. W latach 1937–39 było 370 mieszkańców. W roku 1973 wieś należała do powiatu morąskiego, gmina Zalewo, poczta Boreczno.